# 苹果磁盘映像
苹果磁盘映像是macOS系统中常用的磁盘映像。当打开一个磁盘映像时，Finder会加载一个虚拟磁盘（挂载为一个卷）。苹果磁盘映像结构可以是通用磁盘映像格式（Universal Disk Image Format, UDIF）或者新磁盘映像格式（New Disk Image Format, NDIF）。苹果磁盘映像的文件后缀通常是“.dmg”。
苹果磁盘映像允许使用密码保护以及文件压缩，所以可以保证文件安全和文件分发功能。因此这种磁盘映像通常用于因特网上的软件分发。

## 简介
因为 Mac 应用程序所使用的资源分支不能方便的通过混合网络，例如因特网，进行传播，苹果公司创建了苹果磁盘映像。尽管在 Mac OS X 中资源分支的使用率在下降，但是磁盘映像仍然是标准的软件分发格式。磁盘映像允许分发者设计 Finder 的显示窗口，从而可以指导用户将应用程序复制到正确的文件夹。